# بوبي كير
بوبي كير (بالإنجليزية: Bobby Kerr)‏ (16 نوفمبر 1947 في المملكة المتحدة - ) هو لاعب كرة قدم بريطاني في مركز الوسط. لعب مع نادي بلاكبول ونادي سندرلاند ونادي هارتلبول يونايتد.

## وصلات خارجية
- بوبي كير على موقع قاعدة بيانات كرة القدم.إي يو (الإنجليزية)